# Circonscription de Legambo
La circonscription de Legambo est une des 135 circonscriptions législatives de l'État fédéré Amhara, elle se situe dans la Zone Sud Wollo en Éthiopie. Sa représentante actuelle est Rukia Seid Yimer.